# Stengelaaltje
Het stengelaaltje (Ditylenchus dipsaci) is een plantpathogene nematode die voornamelijk ui en knoflook infecteert, maar ook kan voorkomen op bijvoorbeeld aardappel, suikerbiet, wortel, rogge en de tabaksplant. Symptomen van infectie zijn onder meer groeiachterstand, verkleuring van bollen en opgezwollen stengels. Infectie wordt vaak kroef genoemd en die van rogge reup.
Bijna 450 plantensoorten kunnen aangetast worden door het stengelaaltje. Het stengelaaltje heeft veel pathotypen en wordt gevonden in de meeste gematigde streken van de wereld, waaronder Europa, Noord- en Zuid-Amerika, Noord- en Zuid-Afrika, Azië en Oceanië, maar wordt meestal niet aangetroffen in de tropische gebieden.  Bij infectie door het stengelaaltje kan 60–80% van het gewas verloren gaan. Er bestaan tot 30 pathotypen van D. dipsaci. Ze worden meestal onderscheiden door hun voorkeur voor en bepaalde waardplant. Er zijn heel weinig morfologische verschillen tussen de pathotypen, waardoor de diagnose om welk pathotype het gaat moeilijk is. Zaden van geïnfecteerde planten kunnen worden ontleed en onder een microscoop bekeken voor het bepalen van het juiste pathotype.
De ziekte wordt bestreden door zaadschoning, warmtebehandeling, vruchtwisseling en bodemontsmetting met een nematicide. D. dipsaci is economisch schadelijk omdat besmette gewassen onverkoopbaar zijn.

## Morfologie en biologie
Het stengelaaltje is een slank, bijna transparant aaltje. Beide geslachten worden ongeveer 1,2 millimeter lang. Op veldboon zijn bijzonder grote exemplaren van maximaal twee millimeter lang gevonden. De flanken zijn verdeeld in vier velden, het uiteinde is puntig. Het spiculum van het mannetje is ongeveer 10 - 12 μm lang en aan de basis knopvormig verdikt. De postvaginalezak van het vrouwtje strekt zich ongeveer van halverwege het lichaam tot aan de anus uit. Het aaltje dringt door in planten vanuit de grond of aangetast plantmateriaal de plant binnen, soms wordt de nematode via het zaad overgedragen. Ze leven tussen de cellen van de ui of knoflookbladeren en tussen de bolschubben waar ze zich voeden met het celvocht. Wanneer de temperatuur tussen 15 en 20 °C ligt kunnen zich onder optimale omstandigheden zes generaties ontwikkelen. Bij het toenemen van het aantal nematoden worden de symptomen zichtbaar. Uienbladeren beginnen te krullen, knoflookbladeren worden geel en sterven af, bolschubben komen los en bolhalzen barsten open. De ontwikkeling gaat in aangetaste bollen tijdens opslag door.  D. dipsaci  is niet beperkt tot uien en knoflook. Andere gastheren zijn erwt, rode biet, pompoen, rabarber en bolgewassen. Sommige onkruiden fungeren ook als gastheer, waaronder vogelmuur, vlasbekje, gewoon varkensgras, zwaluwtong en kleefkruid.

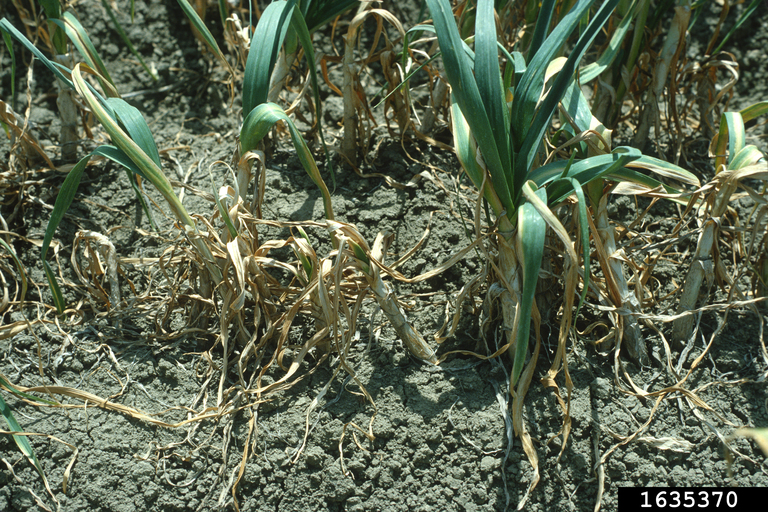
Aangetaste knoflook
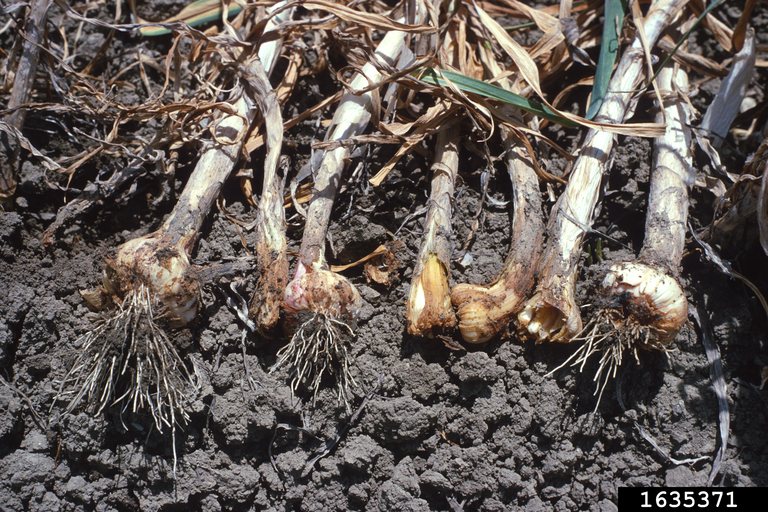
Aangetaste knoflook
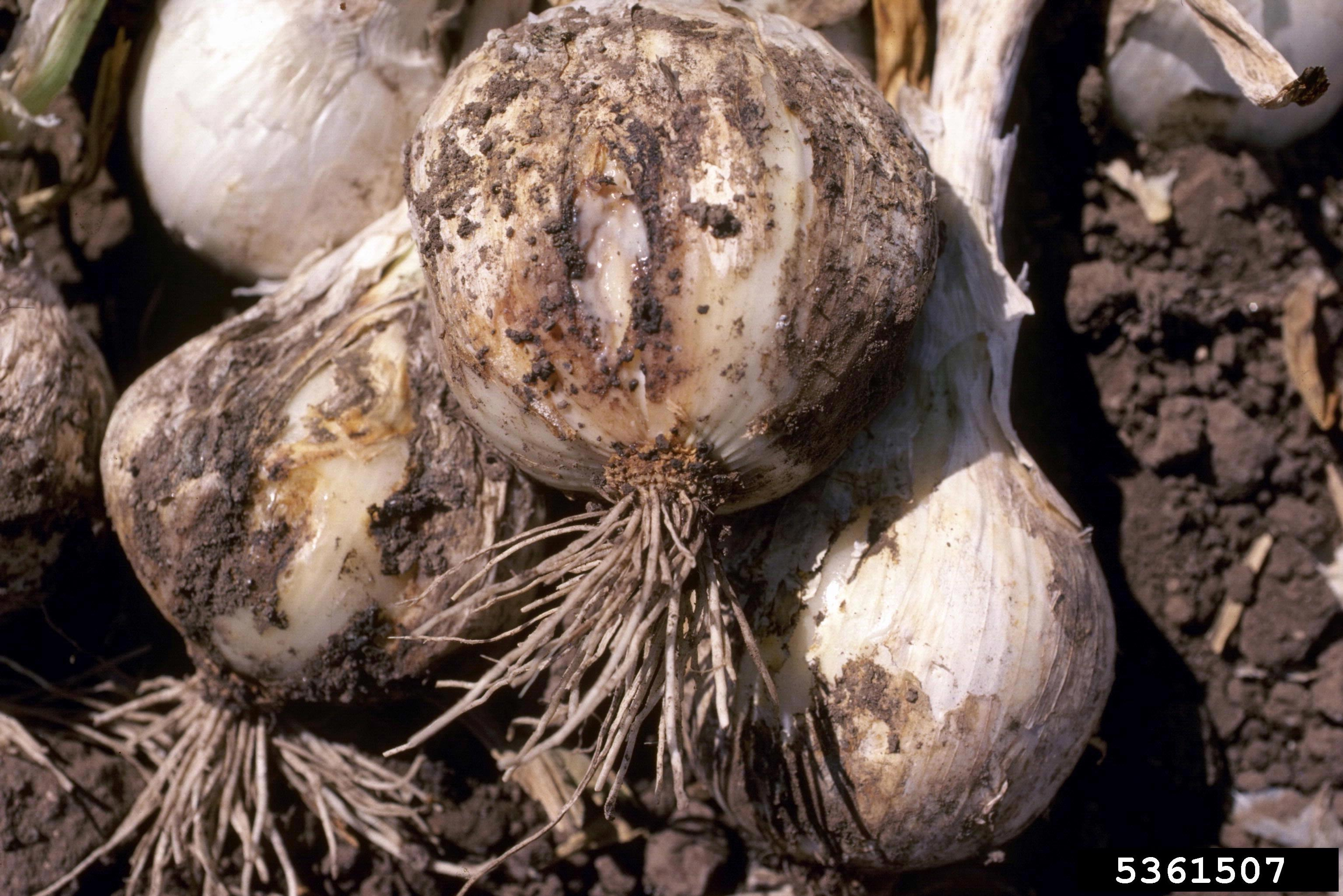
Aangetaste ui
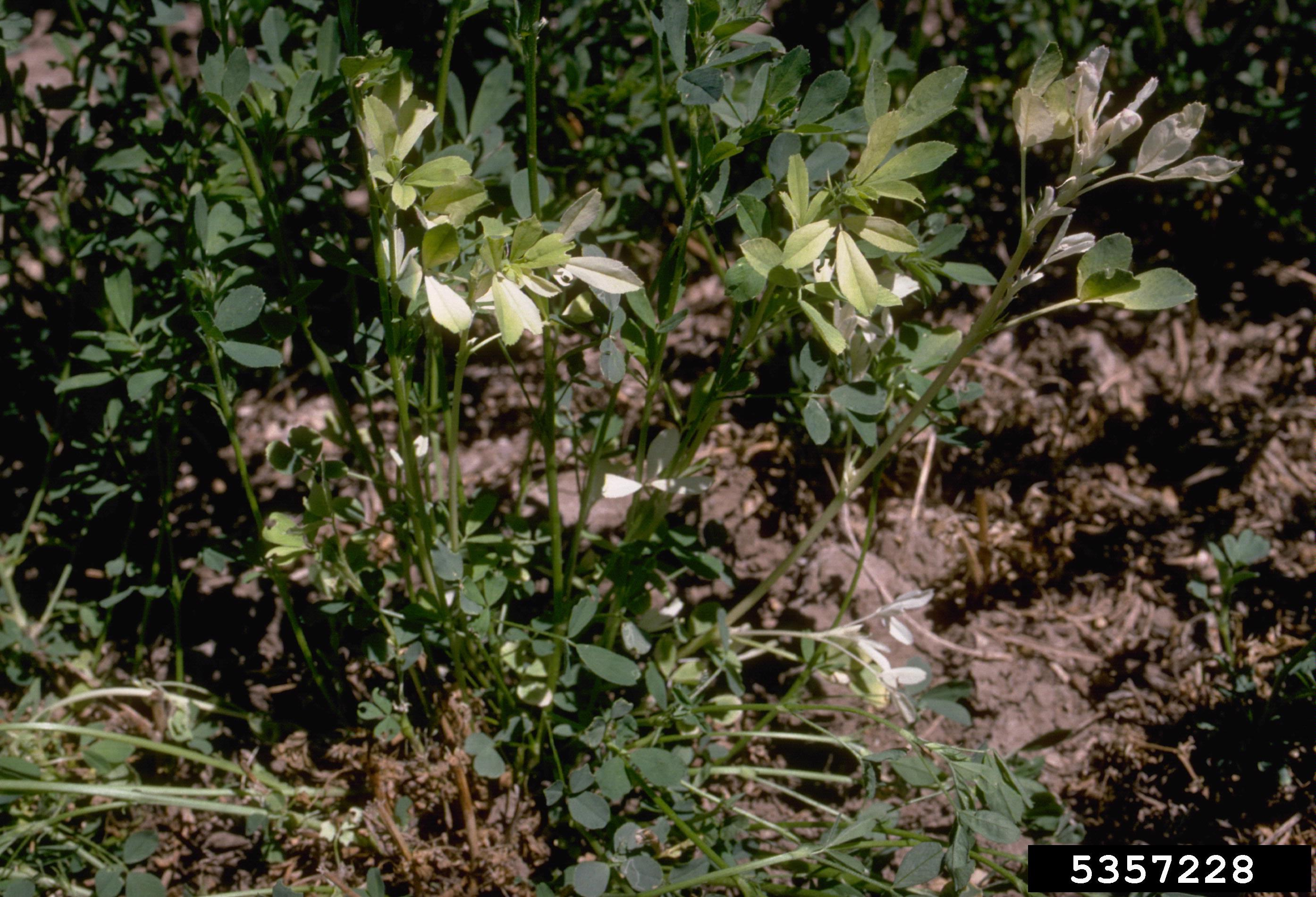
Aangetaste luzerne

## Levenscyclus
Stengelaaltjes zijn migrerende endoparasieten. Hun levenscyclus vindt plaats in vijf stadia, waarbij de eerste vervelling van de larve in het ei plaats vindt en de tweede en derde vervelling in de bodem. In het vierde stadium zijn jonge aaltjes via jong weefsel en/of zaailingen de plant binnengedrongen. De vierde vervelling vindt dan plaats in de plant. Het volwassen vrouwtje moet met een mannetje paren om eieren te kunnen leggen. Een volledige reproductieve levenscyclus van het stengelaaltje is 19-25 dagen (van ei tot ei). Reproductie vindt plaats in sappige, snelgroeiende weefsels of in opslagorganen en gaat continu door. Een vrouwtje kan tijdens haar leven 200 - 500 eieren leggen. Als de omstandigheden echter ongunstig zijn, kunnen de nematoden in rust gaan. De levensduur van een stengelaaltje is ongeveer 70 dagen. De meeste opeenvolgende generaties vinden plaats in de bollen, stengels en bladeren. Eieren en larven overwinteren in droog, geïnfecteerd gastheermateriaal. Ze komen ook voor in onkruid en zaden van composieten. Stengelaaltjes kunnen tot twee jaar overleven in bevroren of extreem droge grond. D. dipsaci kan overleven op of in plantenweefsel door schijndood en dan 3-5 jaar in leven blijven. In deze rustfase vertoont het stengelaaltje geen teken van leven en staat de stofwisseling bijna stil. In dit stadium is er sprake van een dauerlarve.

## Ziektecyclus
Stengelaaltjes kunnen worden verspreid door irrigatiewater, gereedschap en dieren. Wanneer de planten nat zijn, kan het stengelaaltje zich omhoog bewegen naar nieuwe bladeren en stengels. Ze komen binnen via de huidmondjes of wondjes. Het stengelaaltje voedt zich in de plant met de inhoud van de parenchymcellen van de cortex.  Ze geven het enzym pectinase af, waardoor de celwanden oplossen. Hierdoor komt in de buurt van de kop van het aaltje de gehele of een deel van hun celinhoud vrij. De hier omheen liggende cellen gaan zich delen en vergroten, waardoor een gal of misvorming van de plant ontstaat. De plantencellen worden vergroot door het verdwijnen van chloroplasten en een toename van intracellulaire ruimtes in het parenchymweefsel. De larven van het stengelaaltje dringen de wortel binnen via het wortelmutsje of vanuit het zaad de kiemplant. Zodra de planten groter worden, migreert het stengelaaltje langs de stengel naar andere delen van de plant. Hierdoor zwelt de stengel op en wordt zacht als gevolg van de door de stengelaaltjes veroorzaakte gaatjes. Alleen wanneer de omstandigheden voor de aaltjes ongunstig worden, gaan deze de grond in.